# We Faw Down
We Faw Down (br.: Maridos muito vivos / Dois galãs em apuros - TV) é um filme mudo estadunidense de comédia pastelão de 1928, dirigido por Leo McCarey e estrelado pela dupla Laurel & Hardy. Foi filmado entre agosto e setembro de 1928 e distribuído pela Metro-Goldwyn-Mayer a partir de 29 de dezembro daquele ano, com música sincronizada e efeitos sonoros para os cinemas que tivessem fios para o som. A trama básica foi depois retrabalhada para o filme de longa-metragem Sons of the Desert de 1933. O filme foi exibido dublado na TV brasileira, como se fosse filme falado.

## Elenco
- Stan Laurel...Stanley
- Oliver Hardy...Ollie
- Bess Flowers...Madame Laurel
- Vivien Oakland...Madame Hardy
- Kay Deslys...namorada de Kelly
- Vera White...amiga
- George Kotsonaros..."Primeiro Round" Kelly (não creditado)

## Sinopse
Stan e Ollie mentem para as desconfiadas esposas dizendo que foram convidados pelo chefe a irem a um espetáculo no Teatro Orfeu, mas na verdade queriam ir ao clube jogar pôquer com os amigos. No caminho, vão apanhar um chapéu de uma mulher que voou com o vento e caem na rua molhada. Ela e amiga os levam para um apartamento para que sequem as roupas. Enquanto esperam, todos bebem. Até que o namorado de uma das mulheres, um lutador de boxe, chega e tenta agredir Stan e Ollie, que vestem as roupas apressadamente e escapam pulando pela janela. Nesse momento são vistos pelas esposas, que corriam para o Teatro Orfeu apos terem lido sobre um incêndio naquele local. As esposas voltam para a casa e esperam os maridos, furiosas. Quando retornam, Stan e Ollie começam a mentir sobre o espetáculo que teriam assistido até que descobrem sobre o incêndio. Para complicar, uma das mulheres do apartamento chega e entrega uma peça de roupa que Ollie esquecera. Imediatamente, sua esposa apanha uma espingarda e atira na dupla que correra para um beco. Com o barulho dos tiros, vários homens saltam assustados das janelas dos apartamentos próximos, em trajes sumários.

## Produção e exibição
Esse é o primeiro filme de Laurel e Hardy dirigido por Leo McCarey que passara um ano ajudando a desenvolver os personagens como "supervisor". Ele dirigiria os melhores filmes mudos da dupla e ganharia Óscars de melhor direção por The Awful Truth (1937) e Going My Way (1944).
Um relato comtemporâneo afirmou que a história básica do filme era uma contribuição de Oliver Hardy, que a teria ouvido como fofoca de suas lavadeiras. O crítico e historiador William K. Everson alega outra fonte, que passagens da história foram retiradas da comédia de Mack Sennett chamada  Ambrose's First Falsehood.
As filmagens de interiores foram no Estúdio Hal Roach; as externas foram realizadas nos fundos do estúdio e em outros locais de Culver City.
O disco de som Victor original esteve perdido até a década de 1990, quando uma parte foi recuperada. Edições de DVD europeias trazem a trilha sonora sincronizada, mas os DVDs norte-americanos (Região 1) ainda contavam com trilhas sonoras Victor canibalizadas de outros filmes de Laurel & Hardy.
O filme ficou mais conhecido pelas cenas cortadas do que as que permaneceram. Pelo roteiro original, Stan & Laurel saltam da janela do apartamento das mulheres, vestindo as calças trocadas. Então eles correm pela cidade buscando locais privados onde pudessem vestir as roupas de cada um corretas. Um marido irado, um policial desconfiado — e mesmo um caranguejo beligerante — conspiram todos para que eles não consigam destrocar as calças. Apesar de retiradas de We Faw Down, as cenas seriam usadas no filme seguinte: Liberty.
Dez anos depois, Stan Laurel usaria sua ideia para o final de We Faw Down em Block-Heads, longa-metragem de 1938.

## Recepção
O crítico Leslie Halliwell é conciso, mesmo para seus  próprios padrões (em tradução livre, como as demais): "Comédia moderada, mais tarde reelaborada em Sons of the Desert". O autor de Laurel and Hardy Encyclopedia, Glenn Mitchell, é igualmente sucinto: "Típica comédia matrimonial" ele escreveu. Bruce Calvert é um especialista em cinema mudo e escreveu em Allmovie.com, sobre We Faw Down: "Enquanto o filme é apenas uma comédia mediana, ainda vale a pena dar uma olhada. As descrições do "show" de Laurel e Hardy enquanto não sabiam sobre o incêndio, não tem preço". O estudioso de Laurel & Hardy Randy Skretvedt que desenterrou os roteiros de muitos curtas da célebre dupla, devido as cenas não filmadas de We Faw Down ficou menos entusiasmado pelo filme finalizado: "Tudo o que We Faw Down prova é que até mesmo [Leo] McCarey não podia salvar um filme da mediocridade.... [é] divertido mas nada de excepcional". William K. Everson foi o primeiro a desconstruir o cânone Stan & Laurel em ensaio de 1967 mas destaca a cena final: .... A melhor gag de todas, contudo, é a .... brilhante e improvável gag do clímax".